# Рыболы
Рыбо́лы (пол. Ryboły) — деревня в Белостокском повете Подляского воеводства Польши. Входит в состав гмины Заблудув. По данным переписи 2011 года, в деревне проживало 436 человек.

## География
Деревня расположена на северо-востоке Польши, к северу от реки Нарев, на расстоянии приблизительно 24 километров (по прямой) к югу от города Белостока, административного центра повета. Абсолютная высота — 142 метра над уровнем моря. Через Рыболы проходит скоростная автомагистраль S19.

## История
Деревня была основана в XV веке. В конце XVIII века Рыболы входили в состав Бельского повета Подляшского воеводства Королевства Польского. Согласно данным переписи 1921 года, в Рыболах проживало 412 человек. Большинство населения деревни того периода исповедовало православие. В период с 1975 по 1998 годы деревня являлась частью Белостокского воеводства.

## Достопримечательности
- Православный храм св. Георгия (1874)
- Православный храм свв. Косьмы и Димиана (архитектор К. А. Введенский, 1879)